# الحب والرعب (سلسلة روايات)
الحب والرعب هي سلسلة روايات من إنتاج المؤسسة العربية الحديثة وتتحدث السلسلة عن أفكارًا حول علاقة الحب بالرعب.

## أعداد السلسلة
1. العطايا السوداء
2. كاهنة التيتانيك
3. أمنيات أبدية
4. الوصول إليك